# Irmina
Irmina – imię żeńskie pochodzenia germańskiego. Wywodzi się od zdrobnienia grupy imion rozpoczynających się na irm – od irmen, co oznacza „czczony, szanowany”.
W styczniu 2025 r. w rejestrze PESEL, wśród publicznie dostępnych danych dotyczących osób żyjących, wykazano 5003 kobiety o imieniu Irmina nadanym jako imię pierwsze. Dla porównania, najczęściej nadane jako imię pierwsze – Anna, nosi 1 068 330 osób.
Irmina imieniny obchodzi 20 marca,  14 września, 24 grudnia, 30 grudnia.
W innych językach:
- białoruski – Irmyna, Jarmyna, Irma
- duński  – Irma, Irmelin
- estoński – Irminis
- fiński – Irmeli, Irma, Irmelin.

## Kobiety o imieniu Irmina
- św. Irmina z Oeren – benedyktynka,
- Irmina Annusewicz – aktorka,
- Irmina Popławska – tenisistka.